# 라스트 레터 (2018년 영화)
라스트 레터(중국어: 你好，之华)는 2018년 공개된 중국의 영화이다.

## 출연
- 저우쉰
- 친하오
- 두장
- 장쯔펑
- 덩엔시